# Конгелоярви
Конгелоярви — озеро на территории Лендерского сельского поселения Муезерского района Республики Карелия.

## Общие сведения
Площадь озера — 0,8 км², площадь бассейна — 33,9 км². Располагается на высоте 211,7 метров над уровнем моря.
Форма озера лопастная, продолговатая, вытянуто с севера-востока на юго-запад. Условно состоит двух частей, соединённых узким проливом. Берега озера каменисто-песчаные, частично заболоченные.
Через озеро протекает безымянная река, несущая воды из озёра Корбилампи и некоторых других озёр и впадающая, протекая озёра Сарки и Хозилампи, в озеро Шаверки, откуда вытекает река Шаверка, втекающая в реку Хаапайоки.
Код водного объекта в государственном водном реестре — 01050000111102000011233.